# Obdrup
Obdrup (im Dänischen tlw. auch Optrup) ist ein Ortsteil von Mittelangeln im gleichnamigen Amt im schleswig-holsteinischen Kreis Schleswig-Flensburg.

## Geographie
Obdrup liegt 2 km westlich von Satrup, an der Straße nach Bistoft, auf der Halbinsel Angeln, südlich von Flensburg und nördlich von Schleswig auf einer Höhe von 35 m.

## Geschichte
Der Ortsname ist erstmals 1470 dokumentiert. Er lässt sich auf den dän. Personennamen Ubii bzw. Obbe zurückführen. 1599 bestand das frühere Dorf aus drei Höfen und drei Katen, später kamen diese zum Meierhof Obdrup des Gutes Satrupholm. 1771 kam der Ort zur Satrupharde. Nach dem Deutsch-Dänischen Krieg bildet der Ort 1871 die Gemeinde Obdrup. Östlich des Obdruphofes an der Nackholzer Au (dän. Nakholt Å) befindet sich ein ehemaliger Burgplatz auf einem kleinen von einem Ringgraben umgebenen Turmhügel mit dem Namen Slotsholm. Der Platz soll bis ins 16. Jh. bewohnt gewesen sein. 1893 wurde der Wohnplatz Rabenkiel (Ravnkilde) an die damalige Gemeinde Satrup abgetreten. Zwischen 1901 und 1938 befand sich vor Ort eine Haltestelle der Kleinbahn Flensburg-Satrup. Zur Gemeinde gehörte auch Wälder wie der 86 ha große Wald Obdrupholz (Obdrupskov), Hißholz (Hisskov) und einzelne Wohnplätze wie Hatteshuus (Haddeshus), Mingab (Mindgab), Nackholz (Nakskov), Obdruphof (Obdrupgaard), Obdrupstraße (Obdrupgade), Sorgenfrei und Tranholm. 1970 wurde die einstmals eigenständige Gemeinde Ortsteil der Gemeinde Satrup. 1970 hatte die Gemeinde 258 Einwohner und verfügte über eine Fläche von 552 ha. Mit deren Auflösung zum 1. März 2013 wurde Obdrup ein eigenständiger Ortsteil der neugebildeten Gemeinde Mittelangeln.

## Sonstiges
In der Obdruper Straße 2–4 gibt es eine Scheune, die als Kulturdenkmal ausgewiesen ist.